# Sorcières du Berry
 (mai 2017).
Si vous disposez d'ouvrages ou d'articles de référence ou si vous connaissez des sites web de qualité traitant du thème abordé ici, merci de compléter l'article en donnant les références utiles à sa vérifiabilité et en les liant à la section « Notes et références ».
 (mars 2021).
Améliorez-le ou discutez des points à vérifier. 

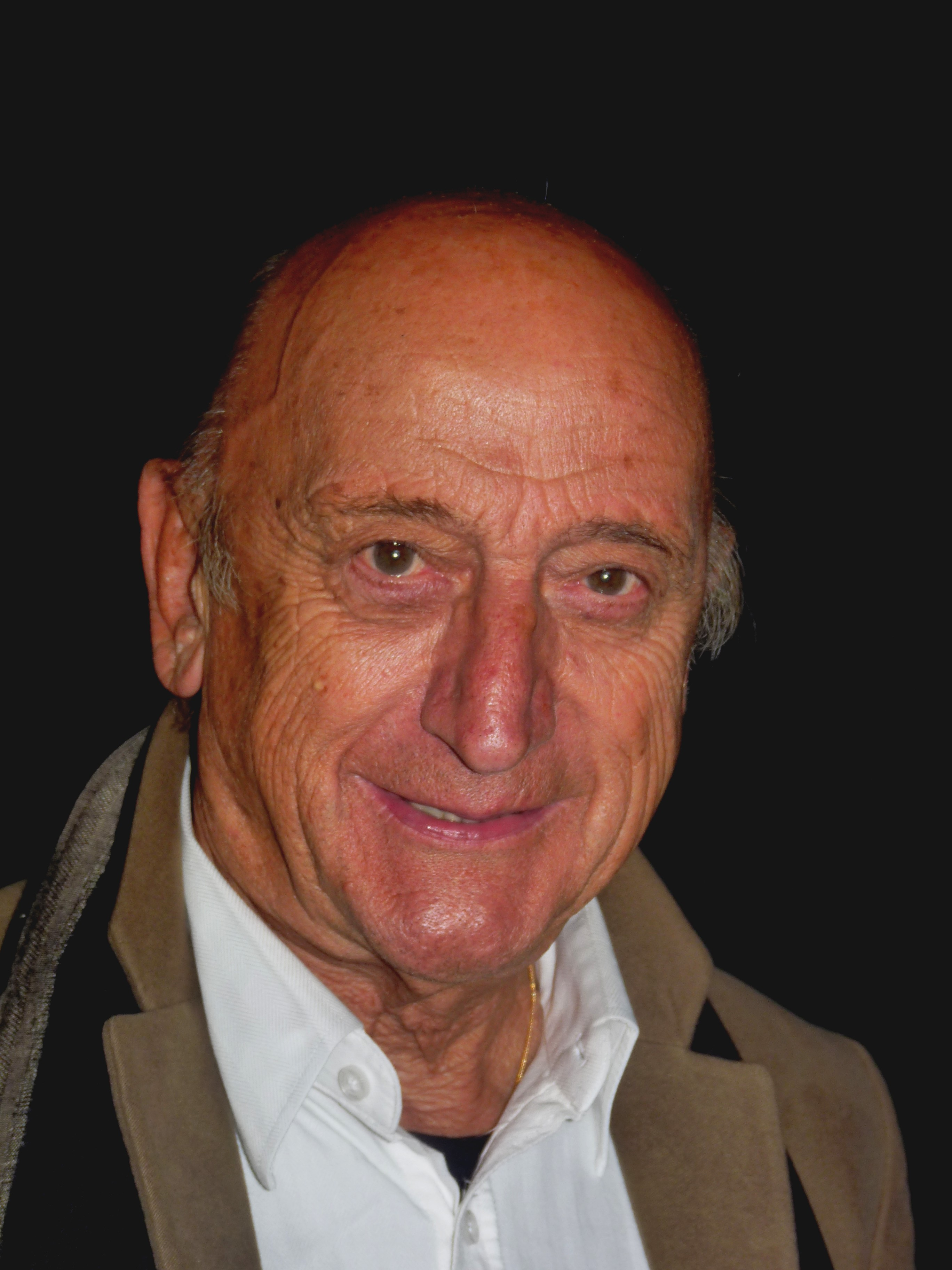
Pierre Bonte.

Le Berry a depuis longtemps cultivé la réputation populaire et internationale d'être le "foyer principal de la sorcellerie française". La commune de Rezay, dans le département du Cher, est traditionnellement considérée comme la "capitale des sorciers", ce qui lui a valu le titre de « commune la plus superstitieuse de France » dans le classement des communes records organisé par l'émission de Pierre Bonte sur Europe n°1 dans les années 1960 (Bonte étant assisté pour l'occasion par Jean-Louis Boncœur).
Un sorcier est une personne qui prétend avoir des pouvoirs surnaturels, des relations avec la nature et l'au-delà.  
La sorcellerie vient du mot « sortiarus » qui veut dire « voyant » en latin. Le sorcier possède donc des aptitudes à comprendre le monde qui l'entoure, à prédire et voir dans ce qui suit.

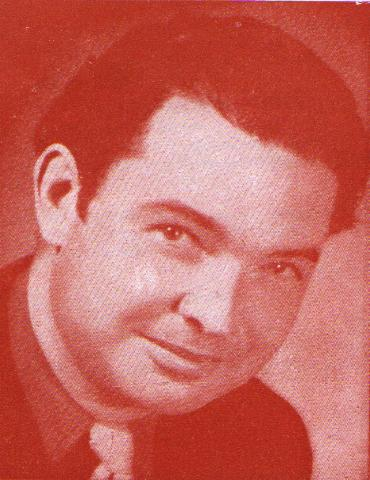
Jean-Louis Boncœur.

La sorcellerie est la pratique d'une forme de magie où la sorcière utilise des énergies comme les plantes, les cycles lumières et les saisons.

## Origines
La sorcière est apparue à l'Antiquité. Qu'elle pratique des rites religieux, qu'elle invoque les dieux, elle accompagne l'homme dans son rapport avec des forces qui le dépassent. 
Aucun personnage de la mythologie ou des légendes n’a été aussi craint que les sorcières. Pourtant à ses débuts, cette magicienne aux pouvoirs surnaturels passait pour être la descendante de déesses puissantes mais inoffensives. L'histoire et les superstitions ont eu raison de ces êtres à part et être traitée de sorcière était une accusation grave qui supposait manger des enfants, danser toute nue et participer à des orgies. En tant que telle, la sorcière était méprisée par la société. L’image des sorcières a donc laissé une marque indélébile dans l’esprit humain. 

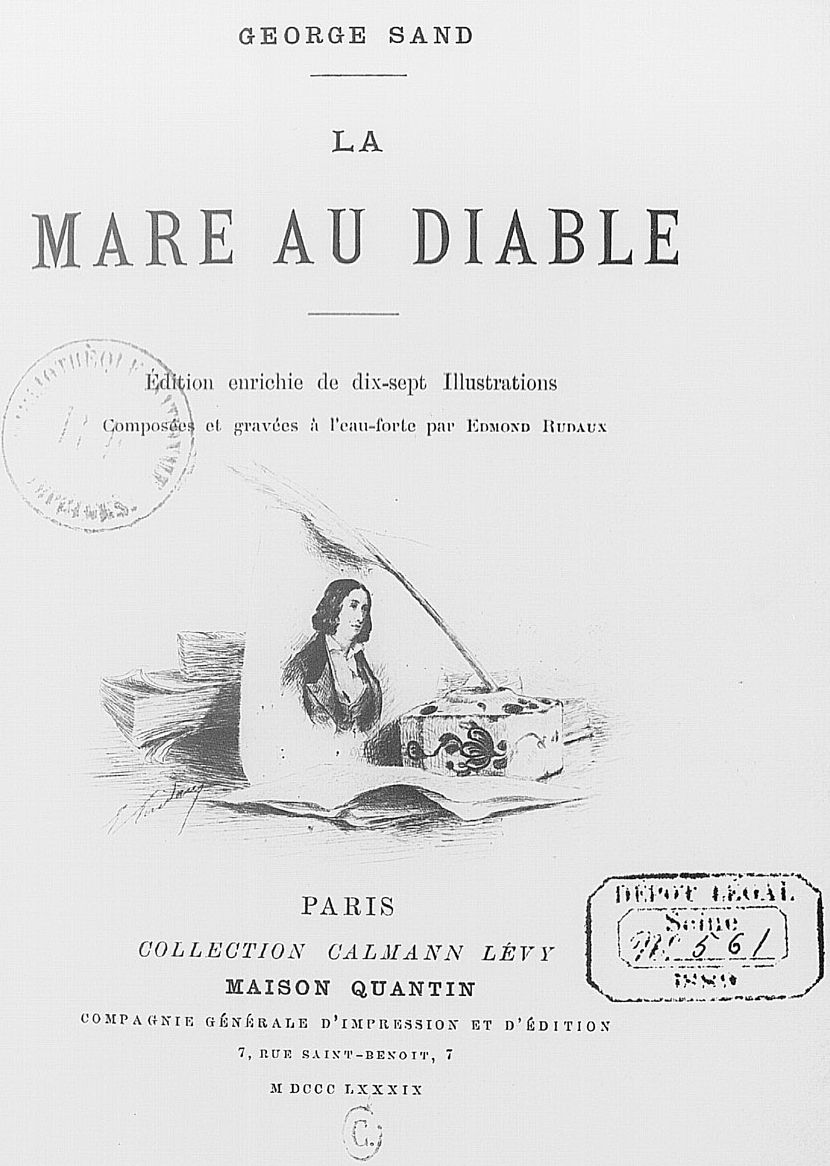

La sorcellerie fut représentée dans la mythologie par le personnage de Médée ou celui de sa tante Circé. Mais la grande époque se situe au Moyen Âge où l'on pratiquait la chasse aux sorcières et les inquisitions. En ces temps, la sorcière était toujours soupçonnée de se livrer à la magie noire.  
L'image du Berry sorcier s'est propagée grâce notamment au roman de George Sand, La Mare au Diable, paru en 1845. Néanmoins un ouvrage Les sorciers du Carroi de Marlou imprimé en 1996 reproduit des notes relatant un procès dans le pays Sancerrois (près de Bourges dans le Cher). Ce procès de sorcellerie s'est fait entre 1582 et 1583.  

### Type de sorcellerie
Il existe différents types de sorcelleries. On parle souvent de sorcelleries maléfiques ou des sorcelleries bénéfiques.
- La magie noire est une magie maléfique qui sert surtout à faire le mal et permet aussi d'invoquer des démons.
- La magie blanche est une magie bénéfique. Elle sert à faire du bien.
- La magie rousse est une magie qui joue sur les sentiments.
- La magie verte est la magie des plantes. Elle se situe entre la magie et les « remèdes de grand-mère ».
- La magie brune est la magie de la Terre.
- La magie élémentaire est axée sur les éléments (Eau, Air, Feu et Terre) et d'entrer en contact avec eux.

Dans le Berry, on parle surtout de magie noire. En effet, le paysan du Berry met derrière le mot « sorcellerie » tout ce qu'il ne peut pas expliquer dans sa vie de tous les jours.
Ainsi, on retrouve les birettes (spectre en chemise), les meneurs de Loup (conduisaient des meutes et les faisaient danser au clair de lune...), les lupins...
De nos jours, on parle de guérisseurs, de rebouteux, de barreurs de mal avec ses spécialités (brûlures, eczémas, dents du petit...)

### Condamnation
Au Moyen Âge, la sorcellerie entraîne des persécutions massives, on parle de 10000 procès et 80 000 exécutions[Où ?][réf. nécessaire]. En effet, pratiquer la sorcellerie, c'est s'octroyer un pouvoir que seul Dieu possède. Il s'agit donc d'une pratique anti-religieuse. C'est pourquoi le tribunal ecclésiastique était chargé de lutter contre les hérésies. Les supplices étaient à la hauteur des accusations : chaises à clou, roue de la mort. Ces punitions, fortes et violentes, avaient pour objectif d'effrayer les petites gens et d'éradiquer toute forme de surnaturel dans un monde où tout ce qui ne se rapproche de la terre est divin.
Dans les provinces (comme dans le Berry), les punitions sont moins fortes et l'exclusion reste celle privilégiée.

### Place dans la société d'aujourd'hui
La sorcellerie fait partie d'un patrimoine culturel. L'Unesco l'a revendiquée en tant que "patrimoine culturel immatériel" puisqu'il faut reconnaître les pratiques de guérison et de médecine alternative. 
Néanmoins la terminologie, fortement connotée, a changé : on parle de rebouteux, de guérisseurs, de penseurs de mal et de magnétiseurs. En tant que tels, les sorciers peuvent proposer des remèdes plus naturels  s'opposant aux médicaments. Le "sorcier d'aujourd'hui" a donc un rôle curatif. 
Ainsi, de nos jours, la sorcellerie et les soins dit "naturels" reviennent sur le devant de la scène, bien que beaucoup des pratiques citées précédemment ne montrent pas d'effet réellement positif sur la santé. Ce retour est en grande partie liée à une inquiétude grandissante face aux ingrédients et effets secondaires des médicaments. Le retour aux plantes est devenu une alternative à la prise de médicaments. Ce phénomène de société se passe par le bouche à l'oreille. 
Ce patrimoine culturel est mis en avant dans certaines communes. En effet, tous les 19 octobre, depuis 20 ans, les habitants de Bonnu dans l'Indre organisent la « Fête des sorcières ». Cet événement démontre bien l'importance de la sorcellerie dans les mémoires et la volonté de faire revivre, non pas tant des croyances que l'âme d'un village.

### Sources
1. ↑  Anthony Peregrine, « The Berry: Domain of mystery », sur The Daily Telegraph, 2 septembre 2000 (consulté le 7 janvier 2019) : "The Berry region has long been considered the HQ of French witchcraft".
2. ↑  Pierre Bonte, Bonjour Monsieur le Maire, Editions de La Table Ronde, 1965, pp. 29-33.
3. ↑  D'après Gérard Coulon, historien né en 1945 à Mézières-en-Brenne.
4. ↑  Patrick Lange, « L'aura des guérisseurs passe par le bouche à oreille », La Nouvelle République,‎ 24 janvier 2013 (lire en ligne, consulté le 24 avril 2017)
5. ↑  Jean-Philippe Bertin, « La sorcellerie a trouvé son écrin », www.leberry.fr,‎ 12 octobre 2014 (lire en ligne, consulté le 24 avril 2017)